# Lelio Sozzini
Lelio Sozzini, o Sozini, Socini, Socino, Socinus (Siena, 29 gennaio 1525 – Zurigo, 14 maggio 1562), è stato un teologo e riformatore italiano.

## Biografia
Il bisnonno di Lelio, Mariano Sozzini "il vecchio" (1401–1467), fu un giurista, professore di diritto canonico a Padova e poi a Siena. Anche suo figlio Bartolomeo (1436-1507) fu un eminente giurista, chiamato « il Papiniano del suo tempo », che insegnò diritto romano a Siena e in altre Università. Le tradizioni di famiglia furono continuate dal figlio Mariano "il giovane" (1482–1556), a sua volta professore di diritto già a ventun anni, che dalla fiorentina Camilla Salvetti (m. 1554) ebbe tredici figli, il sesto dei quali fu Lelio, che fu educato come giurista a Padova, dove la famiglia si era trasferita nel 1530 al seguito del padre insegnante.
Come Lelio avrebbe confidato un giorno a Melantone, fu allora che, « per conoscere le fonti del diritto, ossia il diritto divino, lesse i libri profetici e apostolici, dalla cui lezione fu tratto per azione divina a invocare la verità e a tutti i doveri della pietà, si appassionò allo studio delle sacre lettere » e a tale scopo apprese l'ebraico, oltre che il latino, il greco e persino l'arabo.
Nel 1542 Mariano Sozzini aveva lasciato Padova perché chiamato a Bologna a occupare la cattedra di diritto che era appartenuta ad Andrea Alciati, e come ammetterà Ulisse Aldrovandi all'inquisitore Girolamo Muzzarelli, Lelio si trovava nel 1546 nella casa paterna, insieme con altri giovani dello Studio bolognese, quando vi si leggeva uno scritto di Camillo Renato.
Il padre gli passava i mezzi per studiare ma appena raggiunse la maturità Sozini se ne andò a Venezia. Qui entrò in contatto con gli ambienti evangelici e iniziò allora una peregrinazione che lo portò per l'intera Europa a partire da Chiavenna – appartenente allora come tutta la Valtellina ai Grigioni, i quali divisi confessionalmente – tolleravano sia i cattolici che i riformati.
A Chiavenna nel 1547 egli entrò in contatto con Camillo Renato. Egli proseguì in seguito per la Svizzera, la Francia l'Inghilterra e i Paesi Bassi. Alla fine del 1548 ritornò in Svizzera con una lettera di raccomandazioni alle chiese svizzere di Nicolas Meyer, qui lo troviamo nel biennio 1549-1550 a Ginevra, Basilea (con Sebastian Münster) e a Zurigo (dove alloggiò presso Konrad Pelikan).
Si reca poi a Wittenberg (luglio 1550 - giugno 1551), prima come ospite di Filippo Melantone poi di Johann Forster, con il quale perfeziona le proprie conoscenze della lingua ebraica. Dopo avere visitato Praga, Vienna e Cracovia ritornò alla fine del 1551 a Zurigo. Negli anni seguenti riuscì addirittura a recarsi in Italia nella natia Siena dove incontrò il nipote Fausto Sozzini - pure egli noto riformatore - e poi a Padova, mentre, nel 1554, lo ritroviamo in varie città svizzere: Basilea (gennaio), Ginevra (aprile) e, infine, di nuovo Zurigo.

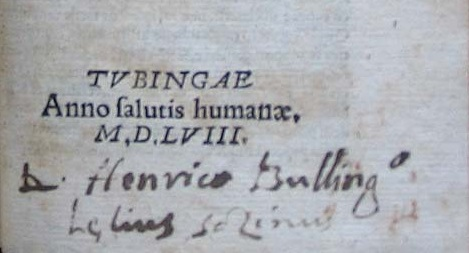
Dono di Sozzini al Bullinger del libro Dialogus de Missa di Paul Skalich

A Ginevra Sozini era stato ricevuto a braccia aperte da Calvino, a quest'ultimo erano evidenti le tendenze eccessivamente speculative del Sozini, ma pure la sua genuina religiosità. Anche se una lettera di Calvino del 1º gennaio 1552 è stata ritenuta dare prova di un'intervenuta rottura dei rapporti fra i due. Il migliore amico di Sozini fra i vari riformatori fu tuttavia Heinrich Bullinger.
A sollevare le maggiori questioni erano le posizioni teologiche di Sozini sulla resurrezione della carne, la predestinazione, le ragioni della salvezza, di cui discusse con Calvino; la base dottrinaria originaria dei Vangeli, la natura del pentimento e dei sacramenti.
La tragica fine di Michele Serveto attirò la sua attenzione sul tema della Trinità.
Siccome a Ginevra nell'aprile 1554  aveva fatto incaute osservazioni sulla dottrina comune che enfatizzò in una successiva lettera al pastore italiano Celso Massimiliano Martinengo, fu chiamato da Bullinger a rispondere a una serie di questioni e, a quel punto, egli firmò una confessione esplicitamente ortodossa – redatta per iscritto il 15 luglio 1555 - con riserva tuttavia del proprio diritto ad approfondire le questioni sollevate.
Un mese prima, Sozini era stato inviato con Martino Muralto a Basilea a dare assicurazioni di ortodossia a Ochino, il pastore della Chiesa italiana a Zurigo. Fra Ochino e Sozini vi fu allora piena sintonia nel trattare in modo radicale una serie di problemi teologici.
Alla morte di suo padre nel 1556, Lelio si trovò in una difficile situazione finanziaria, in quanto il patrimonio loro era stato sequestrato dall'Inquisizione. Grazie all'aiuto di conoscenze influenti (fra le quali quella di Calvino), egli visitò allora le corti di Vienna e Cracovia: per ottenere sostegno ad un suo appello al Duca di Firenze a che gli fosse permesso di vendere le proprietà sue e di famiglia.

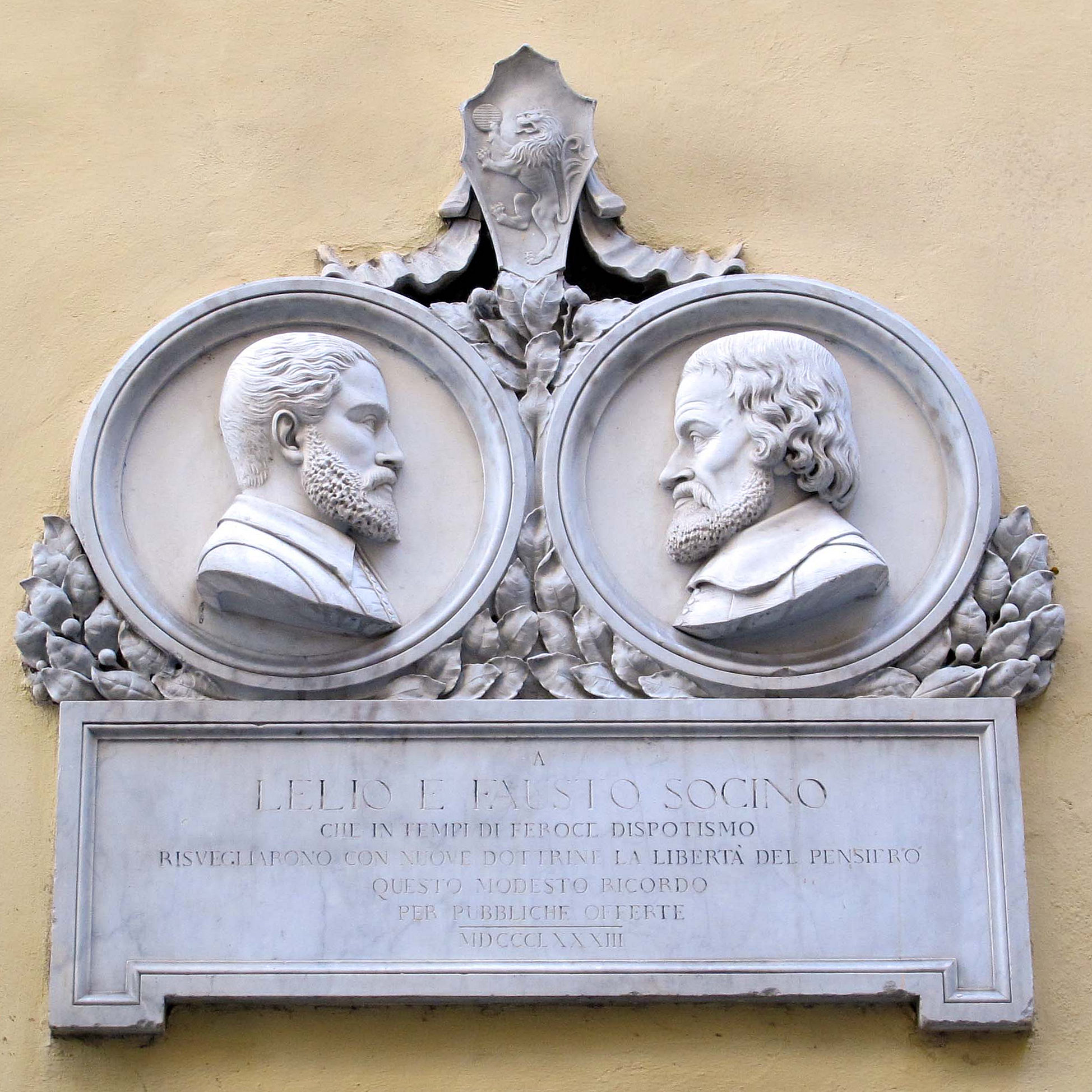
Targa a Lelio e Fausto Sozzini sul palazzo Sozzini-Malavolti a Siena

In Italia, se si esclude Venezia dove ottenne addirittura l'aiuto del doge Girolamo Priuli, Sozini poteva però ormai fare e ottenere ben poco. L'Inquisizione aveva, da tempo, messo gli occhi sulla sua famiglia: suo fratello Cornelio era imprigionato a Roma, i fratelli Celso, Camillo e suo nipote Fausto erano "reputati Luterani". Camillo aveva dovuto peraltro fuggire da Siena. Nell'agosto 1559 Sozini ritornò a Zurigo. Lì, meno di tre anni dopo, il 14 maggio 1562,  egli morì nella casa del tessitore Hans Wyss che gli aveva dato ospitalità.
La notizia della morte dello zio raggiunse Fausto, che era a Lione, tramite Antonio Maria Besozzo. Riparando a Zurigo, Fausto ottenne le poche carte dello zio. Pochi scritti organici ma accompagnati da molte buone annotazioni. Fausto spesso è stato considerato e trattato come plagiatore di Lelio. Sarebbe stato più rispondente parlare di un duplice apporto: talvolta dallo stesso Fausto sovrastimato a favore dello zio.
- Dalla conversazione con Lelio (1552-1553), ricava il germe della sua Teoria della salvezza;
- Il commentario di Lelio (1561 prologo del Vangelo di Giovanni. diede a Fausto un suggerimento esegetico per la costruzione della sua Cristologia.

Oltre a questi apporti, Fausto non deve nulla a Lelio, tranne, curiosamente, una molto inverosimile interpretazione di Giovanni VIII e lo stimolo che derivava dal carattere "puro" e dalle fulgide qualità di lui. I due uomini erano come tipologie contrastanti. Lelio, impulsivo ed inquisitore, era alla ricerca del terreno spirituale delle Verità religiose; la mente asciutta di Fausto cercava nell'autorità esterna solo le  basi per un insegnamento etico del Cristianesimo.

## Opere

### Opere pervenute
- De resurrectione, ca 1549
- De sacramentis dissertatio ad Tigurinos et Genevenses, 1555
- Confessio fidei, 1555
- Brevis explicatio in primum Johannis caput, ca 1561

### Lettere
- A Giovanni Calvino, Zurigo, 14 maggio 1549
- A Heinrich Bullinger, Basilea, 8 luglio 1549
- A Heinrich Bullinger, Basilea, 8 luglio 1549
- A Heinrich Bullinger, Basilea, 19 luglio 1549
- A Giovanni Calvino, Basilea, 25 luglio 1549
- A Heinrich Bullinger, Basilea, 31 luglio 1549
- A Heinrich Bullinger, Basilea, 31 agosto 1549
- A Giovanni Calvino, Zurigo, 1º febbraio 1550
- A Giovanni Calvino, Zurigo, 20 aprile 1550
- A Joachim Vadian, Norimberga, 6 luglio 1550
- A Heinrich Bullinger, Norimberga, 6 luglio 1550
- A Heinrich Bullinger, Wittenberg, 20 agosto 1550
- A Heinrich Bullinger, Wittenberg, 28 agosto 1550
- A Johann Crato von Crafftheim, Zurigo, 27 marzo 1552
- Ad Ambrosius Moiban, Zurigo, 29 aprile 1552
- A Rudolf Gwalther, Zurigo, maggio 1552
- A Heinrich Bullinger, Siena, 25 settembre 1552
- A Heinrich Bullinger, Basilea, 5 febbraio 1554
- A Heinrich Bullinger, Ginevra, 19 aprile 1554
- Alla chiesa di Locarno, Zurigo, 13 gennaio 1555
- A Johannes Wolf, Zurigo, febbraio 1555
- A Johannes Wolf, Zurigo, febbraio 1555
- A Johannes Wolf, Zurigo, febbraio 1555
- A Bonifacio Amerbach, Zurigo, 9 agosto 1555
- A Bonifacio Amerbach, Zurigo, 22 novembre 1555
- A Bonifacio Amerbach, Zurigo, 9 dicembre 1555
- A Bonifacio Amerbach, Zurigo, 8 dicembre 1556
- A Martin Borrhaus, Zurigo, 14 ottobre 1557
- A Heinrich Bullinger, Tubinga, 8 dicembre 1557
- A Heinrich Bullinger, Tubinga, 10 luglio 1558
- A Heinrich Bullinger, Tubinga, 17 luglio 1558
- A Heinrich Bullinger, Tubinga, 25 luglio 1558
- A Heinrich Bullinger, Augusta, 30 luglio 1558
- A Heinrich Bullinger, Cracovia, 23 gennaio 1559
- A Heinrich Bullinger, Vienna, 24 maggio 1559
- A Giovanni Calvino, Zurigo, 22 agosto 1559
- A Giovanni Calvino, Zurigo, 2 ottobre 1559
- A Johann Crato von Crafftheim, Zurigo, 1º dicembre 1560

### Opere perdute
- Quaestiones. Una serie di questioni cristologiche inviate ai primi del 1560 da Sozzini a Kaspar Schwenckfeld tramite il comune amico Lukas Pomisius
- Parafrasi del Vangelo di Giovanni. Menzionata da Fausto Sozzini nella sua Defensio adversus Gabrielem Eutropium
- Scripta duo de coena Domini. Menzionati da Fausto Sozzini in una lettera del 1º febbraio 1588 a Jan Niemojewski. Uno dei due scritti è comunque la De sacramentis dissertatio
- Borrhai testimonia a Laelio collecta. Inviati da Fausto Sozzini a Pietro Statorius il 15 ottobre 1590, erano una serie di appunti tratti dall'In sacram Iosuae, Iudicum, Ruthae, Samuelis et Regum historiam commentarius di Martin Borrhaus

### Opere erroneamente attribuite
- Contra libellum Calvini, opera di Sebastiano Castellione
- De haereticis an sint persequendi, del Castellione
- In haereticis coercendis quatenus progredi liceat, opera di Mino Celsi
- Rhapsodia in Esaiam prophetam, di ignoto, attribuita a Lelio da Christoph Sand
- Articuli fidei, di ignoto, attribuiti a Lelio dal Sand
- Theses de Deo uno et trino, aliter de Trinitate, opera di Grzegorz Paweł
- Theses de Deo uno et trino, di Matteo Gribaldi, attribuita a Lelio dal Cantimori
- Voces ambiguae in Sacra Scriptura, di ignoto, attribuita a Lelio dal Sand
- Praecipuarum enumeratio causarum cur Christiani, cum in multis religionis doctrinis mobiles sint et varii, in Trinitatis tamen retinendo dogmate sint constantissimi, di Christian Francken
- Alphonsi Lyncurii Tarraconensis apologia pro Michaele Serveto, probabilmente di Matteo Gribaldi

## Pensiero
Socini, pur accettando molte delle idee della Riforma protestante, non credeva nel concetto della Trinità e riteneva Gesù Cristo un essere umano, identificando la sofferenza di Gesù con quella degli oppressi, causata dai ricchi e dai potenti. Negava qualsiasi principio assoluto e ogni elemento della sua visione religiosa era basato sulla ragione. Dal suo pensiero trasse ispirazione il nipote Fausto Sozzini.